# Rodenborch-College
Het Rodenborch-College is een scholengemeenschap in Rosmalen en valt onder het bestuur van de vereniging Ons Middelbaar Onderwijs (OMO). De school ontstond in 1988 door een fusie van het Hoogveld College uit Hintham en de Sparrenburg Mavo. De school is gevestigd aan het Rietpad in Rosmalen.
De school werd in 1988 gebouwd aan de T.M. Kortenhorstlaan en bestond tot schooljaar 2004-2005 uit twee gebouwen: het noordgebouw (Vleugel 1 en Vleugel 2) en het zuidgebouw (Vleugel 3), zijnde de oude mavo. De gebouwen werden gescheiden door een fietspad. In het schooljaar 2005-2006 kwamen de gebouwen op één terrein te staan en werd het fietspad om de gebouwen heen gelegd. Ook is er een extra gebouw aan het oude Mavo gebouw gezet. Vanaf dat moment was het zuidelijk gelegen gebouw "Gebouw A" en het noordelijk gelegen gebouw "Gebouw B".
Daar waar het noordelijke gebouw staat, bevond zich tot 1987 een trainingsveld voor voetbalvereniging OJC Rosmalen.
In het schooljaar 2006-2007 begon de school met VIP-onderwijs, wat staat voor Vakkennis, Integratie en Persoonlijke ontplooiing. Dit moest ervoor zorgen dat leerlingen hun kwaliteiten optimaal konden benutten, doordat er een verbinding tussen de vakken ontstond. Kort daarna, in het schooljaar 2008-2009, werd de school tevens een LOOT-school, waardoor er faciliteiten voor topsporters konden worden aangeboden. 
In maart 2009 nam de school samen met enkele sportverenigingen het initiatief tot de oprichting van Sport Alliantie Rosmalen, een verbindend platform om het sportieve karakter van Rosmalen te behouden en te verankeren.
Het Rodenborch-College is sinds het schooljaar 2014-2015 een van de 12 'econasia' van Nederland. Hiermee biedt het Rodenborch-College extra leerstof voor vwo-leerlingen die zeer getalenteerd in economie zijn.
Aan het einde van schooljaar 2021-2022 zijn de noodlokalen van het terrein verwijderd en per 1 augustus 2022 is de school naar een heel nieuw schoolgebouw gegaan. Op de school kan vmbo-t, havo en vwo worden gevolgd. Naast dat het officiële Topsport Talentschool is, kunnen leerlingen ook Highschool Sport of Highschool Dans volgen. Leerlingen met muzikale interesse kunnen terecht in de Blazersklas. Voor leerlingen op zoek naar extra uitdaging is er onder meer het Talent-traject, Cambridge English, Goethe Duits en econasium.